# Ludwig Imhoff
Ludwig Imhoff (Basilea, 21 ottobre 1801 – Basilea, 13 settembre 1868) è stato un entomologo svizzero.

## Biografia
Figlio di un commerciante, studiò Medicina all'Università di Basilea, a Strasburgo, a Heidelberg, a Halle e a Berlino.
Conseguì il dottorato nel 1826 a Basilea, dove cominciò ad esercitare.
Insegnò zoologia dal 1827 al 1866 presso l'università della città. 
Si specializzò nello studio degli insetti Hymenoptera. 
Nel 1836, ricevette una laurea honoris causa.